# Canadabrug

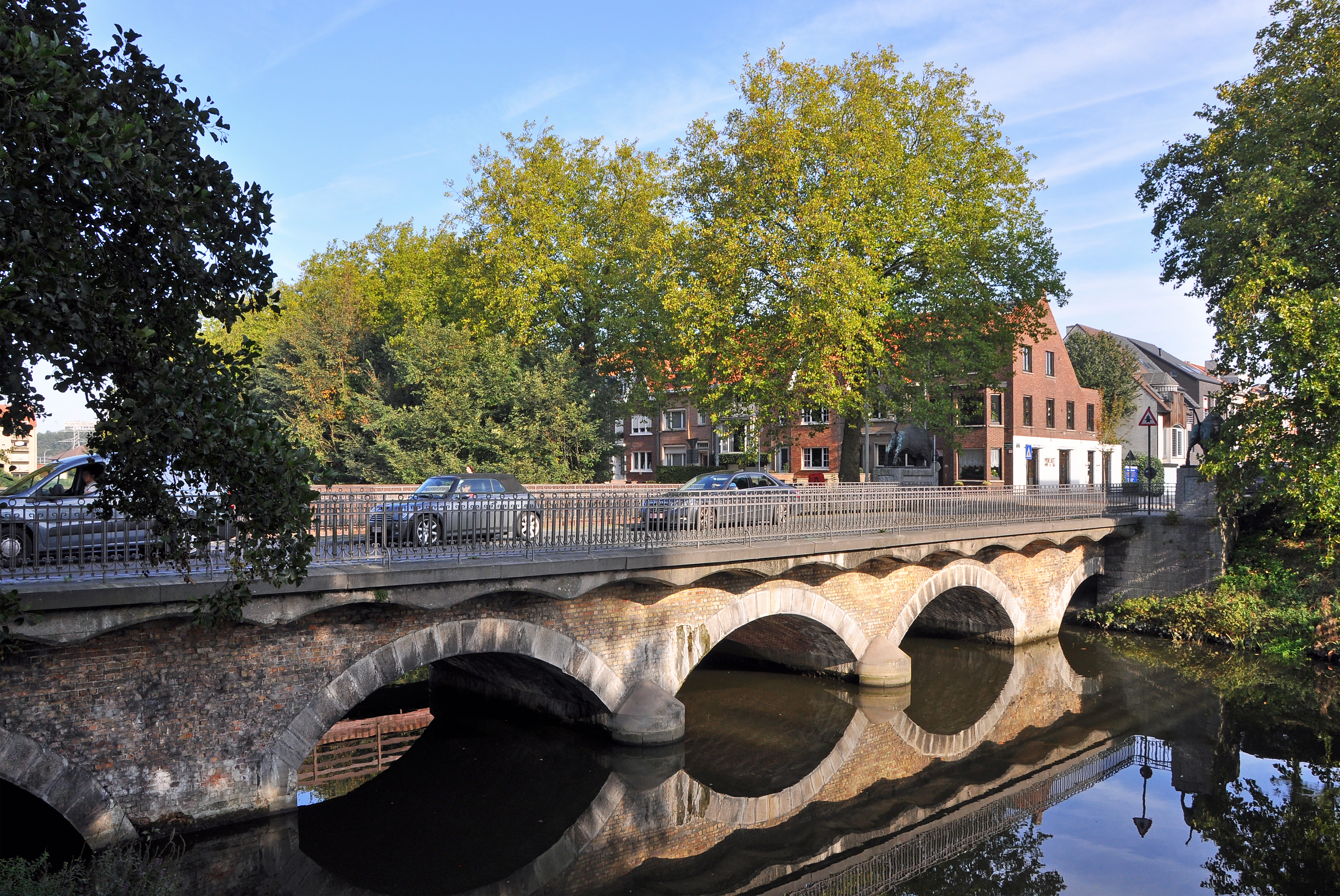
Canadabrug

De Canadabrug is een boogbrug in de wijk Kristus-Koning in de Belgische stad Brugge. De brug overspant de Afleidingsvaart. De brug verbindt de wijk Kristus-Koning (Leopold I-laan) met de deelgemeente Sint-Andries (Jan Breydellaan). Vanwege de aanwezigheid van twee grote beelden van Bizons heeft hij de bijnaam 'Bizonbrug' of 'Buffelbrug' gekregen.

## 1944
Toen Brugge in de vroege morgen van 12 september 1944 door de Duitse troepen verlaten was, werd ze ingenomen door de Canadezen van de 12th Manitoba Dragoons. Enkele verkenners reden rond 5 uur binnen langs de Scheepsdalebrug en bereikten zonder hinder het stadhuis. Om 7.30 uur kondigde het luiden van de 'triomfklok' de bevrijding van de stad aan. Rond 10 uur was de hier besproken brug, die niet volledig onklaar was gemaakt, voldoende hersteld om berijdbaar te zijn, in tegenstelling tot de meeste andere bruggen die door de Duitsers waren gedynamiteerd. De Canadese troepen reden langs daar de stad binnen.

## Nieuwe brug
Er werd vervolgens een nieuwe brug gebouwd, die plechtig in gebruik werd genomen op 12 september 1948 en de naam 'Canadabrug' kreeg. Ze bestaat uit vijf overspanningen met een totale lengte van 36,40 meter en een breedte van 16,79 meter. De balustrades uit smeed- en gietijzer zijn gebaseerd op classicistische motieven. Sinds 1994 bevindt zich aan elke zijde, op een paar meters afstand, een voetgangers- en fietsersbrug met een lengte van 42 meter en een breedte van 4,20 meter. In 2020 werden deze vernieuwd.
De brug wordt gekenmerkt door de Bizons op de Canadabrug, een uit twee beelden bestaande beeldengroep van Octave Rotsaert die werd geplaatst om de Canadese bevrijders, die als embleem een bizon voerden, te eren. De brug met het kunstwerk werd in 2010 tot 'beschermd monument' verklaard.

## Dodenherdenking
Bij de brug vindt jaarlijks tijdens de in september gehouden bevrijdingsfeesten een dodenherdenking plaats.